# Equipo Mixto en los Juegos Olímpicos de la Juventud 2012
El Equipo Mixto fue una delegación que participó en los Juegos Olímpicos de la Juventud de Innsbruck 2012. Este equipo estaba conformado por miembros de distintos Comités Olímpicos Nacionales, participando en distintos eventos. Cuando el equipo ganaba una medalla, se izaba la bandera olímpica en vez de una bandera nacional, y se entonaba el Himno Olímpico.

## Antecedentes
El concepto del Equipo Mixto fue introducido durante los Juegos Olímpicos de la Juventud de Singapur 2010, en donde atletas de diferentes naciones competirían juntas en un mismo equipo, generalmente representando un continente, a diferencia del Equipo Mixto que se encontraba en los primeros Juegos Olímpicos.

## Medallero
El siguiente medallero enumera todas las naciones cuyos atletas ganaron una medalla mientras competían en el Equipo Mixto. Si hay más de un atleta de la misma nación en un equipo ganador de medallas, solo se le acredita una medalla de ese color, por lo tanto, en este resumen de medallas se le acredita a China solo un oro en lugar de dos por su victoria en la competencia de patinaje de velocidad en pista corta.
Un total de 15 Comités Olímpicos Nacionales, incluyendo la nación organizadora, Austria, tuvieron por lo menos un atleta que consiguió una medalla compitiendo por el Equipo Mixto.
     País organizador
| Núm. | País                 | Oro | Plata | Bronce | Total |
| ---- | -------------------- | --- | ----- | ------ | ----- |
| 1    | Corea del Sur (KOR)  | 1   | 1     | 2      | 4     |
| 2    | China (CHN)          | 1   | 1     | 0      | 2     |
| 2    | Reino Unido (GBR)    | 1   | 1     | 0      | 2     |
| 4    | Estados Unidos (USA) | 1   | 0     | 1      | 2     |
| 5    | Bielorrusia (BLR)    | 1   | 0     | 0      | 1     |
| 5    | Alemania (GER)       | 1   | 1     | 0      | 2     |
| 5    | Japón (JPN)          | 1   | 0     | 0      | 1     |
| 5    | Suiza (SUI)          | 1   | 0     | 0      | 1     |
| 9    | Ucrania (UKR)        | 0   | 2     | 0      | 2     |
| 10   | Rusia (RUS)          | 0   | 1     | 2      | 3     |
| 11   | Finlandia (FIN)      | 0   | 1     | 0      | 1     |
| 11   | Noruega (NOR)        | 0   | 1     | 0      | 1     |
| 13   | Francia (FRA)        | 0   | 0     | 2      | 2     |
| 11   | Austria (AUT)        | 0   | 0     | 0      | 1     |
| 11   | Kazajistán (KAZ)     | 0   | 0     | 1      | 1     |

## Curling
En la categoría de dobles mixtos de Curling, todos los equipos fueron conformados por un hombre y una mujer de distintas delegaciones.
Los ganadores de la medalla de oro fueron el suizo Michael Brunner y la alemana Nicole Muskatewitz, la medalla de plata fue para el noruego Martin Sesaker y la surcoreana Kim Eun-bi, y el bronce para el estadounidense Korey Dropkin y la rusa Marina Verenich.

## Patinaje artístico
Hubo una competencia exclusiva para Equipos Mixtos en el Patinaje artístico. 
El ganador del oro fue Equipo Cuatro, conformado por el japonés Shoma Uno, la estadounidense Shoma Uno y los bielorrusos Eugenia Tkachenka y Yuri Hulitski. La medalla de plata fue para el Equipo Dos, conformado por el ucraniano Yaroslav Paniot, la finlandesa Eveliina Viljanen y los rusos Maria Simonova y Dmitri Dragun. Mientras que el bronce fue para el Equipo 6, conformado por el kazajo Alexander Lyan, la surcoreana Park So-youn y los franceses Estelle Elizabeth y Romain Le Gac.

## Patinaje de velocidad sobre pista corta
Al igual que en el Curling, la competencia mixta de Patinaje de velocidad sobre pista corta fue conformada exclusivamente por equipos de distintas delegaciones.
La medalla de oro fue para el equipo conformado por el surcoreano Park Jung-hyun, los chinos Lu Xiucheng y Xu Aili, y el británico Jack Burrows. La medalla de plata fue para el equipo conformado por los chinos Qu Chunyu y Xu Hongzhi, la ucraniana Mariya Dolgopolova y la británica Aydin Djemal. La medalla de bronce fue para el equipo conformado por la surcoreana Shim Suk-Hee, el francés Yoann Martinez, la austriaca Melanie Brantner y el ruso Denis Ayrapetyan.